# 軍用機の命名規則 (ドイツ帝国)
ドイツ帝国の軍用機の命名規則はIdflieg（航空部隊監察局）が定めたもので、ドイツ帝国軍航空隊の初期から第一次世界大戦の終結まで、ドイツ軍用機の識別分類に用いられた。その期間、新しい機種が次々に現れたため、命名体系もそれに応じていやおうなしに進化することとなった。この規則はドイツ帝国海軍が運用する航空機や、また空気より軽い航空機（飛行船、気球など）に適用されることはなかった。またドイツの航空機メーカーは、一般的に、これとは別に自社内での呼称も使用したため、一部に混乱も生じている。

## Idflieg航空機命名体系
それぞれの呼称は、以下に示す機種（任務）ごとの1文字の記号と、それに続くローマ数字によって構成される。ローマ数字はメーカー/機種ごとの連続番号である。例えばフォッカー社によって製作された最初のDタイプの航空機は「フォッカー D.I」、その次は「フォッカー D.II」と命名された。
A
単葉機（ルンプラー タウベやフォッカー M.5など）。主翼レイアウト以外は特に公式な条件は無い。ごく初期の、低出力エンジンを装備した、武装を持たない複座の偵察機または練習機である。1915年以後はほとんど部隊から姿を消した。
B
複葉機。「A」と同様、主翼レイアウト以外には公式の条件は無い。実際には、後に目的別の分類が行われるようになると、1915年以降にBタイプに残存していた機体はいずれも低出力・非武装の複座機となった。そしてそのほとんどは訓練や二線級の任務に従事していた。
C
複座武装複葉機（1915年以降）。第一次世界大戦勃発後に初めて導入された分類で、また飛行機の用途に基づいて分類された最初のものでもある。初期のドイツ軍用機が機関銃を備えた連合国の軍用機に対して極めて脆弱だったため、それを補う目的で後部座席に観測員によって操作される機関銃（後には前方発射のプロペラ同調機銃も）を装備したのがこのCタイプである。同時に、エンジン出力が150馬力以上であることも条件とされた（後のCタイプ機は通常200馬力以上のエンジンを装備した）。
CL
軽量複座武装複葉機（1917年前半以降）。Cタイプは徐々に大型化したため、機動性に富んで戦闘機として使用可能な、より小型の複座機を供給する目的で置かれたのがこの「CL」仕様である。実際には、CLタイプは主に近接航空支援のために使用された。CLのエンジン出力は200馬力未満に限られており、また全備重量も360 kg未満に抑えられていた。それ以外ではCLタイプはCタイプと同一であり、実際、連続番号はC/CLを通して一連の番号が付与された。
D
単座武装航空機（1916年以降）。主に新たに編成された戦闘機隊（jagdstaffel）に配備された。1918年後半に戦闘機の符号がDに統一されるまで、「D」は「Doppeldecker（複葉機）」を意味していた。戦争末期に翼の形態に基づく区別が廃止されたことにより、Dはすべての単座戦闘機を指す符号となった。
Dr
単座武装三葉機（1917年後半から1918年後半まで）。最初の2機のフォッカー Dr.I戦闘機は初めF.Iと命名されていた。戦争末期には、翼の形態に関係なく、新たに命名される単座戦闘機にはすべてDの符号が与えられるようになった。
E
武装単葉機（1915年から1918年後半まで）。当初は単純にCタイプ（複座武装複葉機）の単葉機版ということを意味し、ＥとCの関係はAとBとの関係と同じだった。事実、初期のEタイプのいくつかは複座だった。その後、主にフォッカーのEタイプ単座戦闘機の大活躍により、「E」は単座単葉戦闘機（すなわちDタイプの単葉機版）を意味するようになった。1918年後半に最後のEタイプだったフォッカー E.VがD.VIIIに改称され、また同様に大戦後期に活動した他の単葉機（例えばユンカース CL.I）にも機能に従った呼称が与えられ、翼の形態に基づいた呼称は破棄された。
F
単座武装三葉機（1917年に短期的に使用）。フォッカーF.Iにのみ適用されたが、生産に入った時にはDr.Iと改称されていた。
G
双発または3発の武装複葉爆撃機（1916年以降）。「G」は「groß（大型）」の意味である。当初は「K」の符号が割り当てられていた。
GL
高速双発（昼間）爆撃機（1918年から）。Gタイプの飛行機に対して、Cタイプに対するCLタイプのような関係にある。重量や翼幅が制限され、乗員も2名に限定された。そのためコックピット前方の機銃手はいなかった。
J
装甲地上攻撃機（1917年から）。そのほとんどはCタイプの攻撃機に対して地上砲火からの被害を避けるための装甲を追加したものであったが、唯一の例外として、全金属製のユンカース J.Iがある。
K
武装複葉爆撃機（双発または3発）（1915年から1916年初めまで）。「K」は「爆撃機（Kampfflugzeug）」による。1916年初めに「G」に変更された。
N
複座単発夜間爆撃機（1918年から）。「Ｎ」は「Nacht（夜）」による。Cタイプを基本とし、搭載量を増すために翼幅を拡大したもの。
R
3発以上の大型爆撃機。「R」は「Riesenflugzeug（巨人機）」を意味し、このカテゴリーの機体には、6基のエンジンを搭載したものもあった。Gタイプとの（サイズ以外の）重要な相違点は、飛行中にすべてのエンジンの側に（小修理のために）行けることが求められていたということであった。
この体系は第一次世界大戦の休戦とその後もドイツ軍事航空の禁止により使われなくなった。新しく生まれ変わったドイツ空軍の航空機はRLM航空機命名体系によって命名された。